# Reiner von Osnabrück

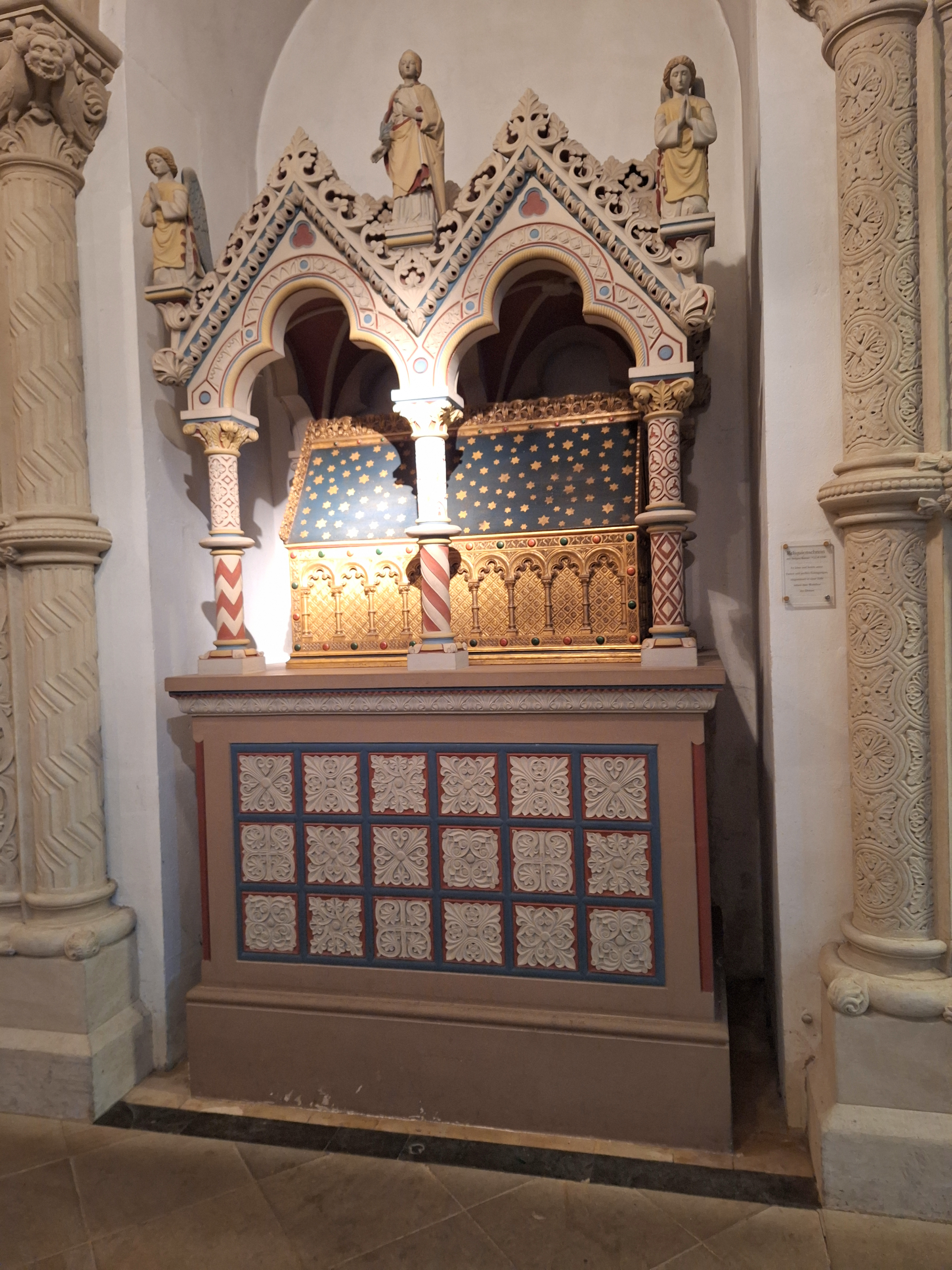
Reliquienschrein im Dom in Osnabrück

Reiner von Osnabrück (* im 12. Jahrhundert bei Groningen; † 11. April 1233 in Osnabrück) ist ein Seliger der katholischen Kirche.
Der vermutlich aus Groningen stammende Reiner ließ sich um 1210 als Einsiedler in der Nähe des Osnabrücker Doms nieder. Dort lebte er in strenger Buße, kasteite sich selbst und schnürte seinen Leib mit eisernen Ringen ein. Als er nach über 20 Jahren dieses Einsiedlerlebens den Tod kommen sah, öffnete er seine Klause erstmals, damit man ihm die Sterbesakramente spenden konnte.
Nach seinem Tod soll es schon bald zu Wundern am Grab gekommen sein, weshalb eine große Verehrung des Eremiten einsetzte. 1465 wurden seine Gebeine erhoben und in einem Schrein im Dom zu Osnabrück beigesetzt. Dargestellt wird Reiner in Einsiedlerkleidung, betend in seiner Klause und mit Kreuz und Geißel. 1896/97 wurden die Gebeine in einem vom Bildhauer Heinrich Seling geschaffenen neuromanischen Schrein im Südwestturm des Doms umgebettet.